# Metacnephia taimyrica
Metacnephia taimyrica är en tvåvingeart som beskrevs av Patrusheva 1976. Metacnephia taimyrica ingår i släktet Metacnephia och familjen knott. Inga underarter finns listade i Catalogue of Life.